# Historický archiv 31. leden Vranje

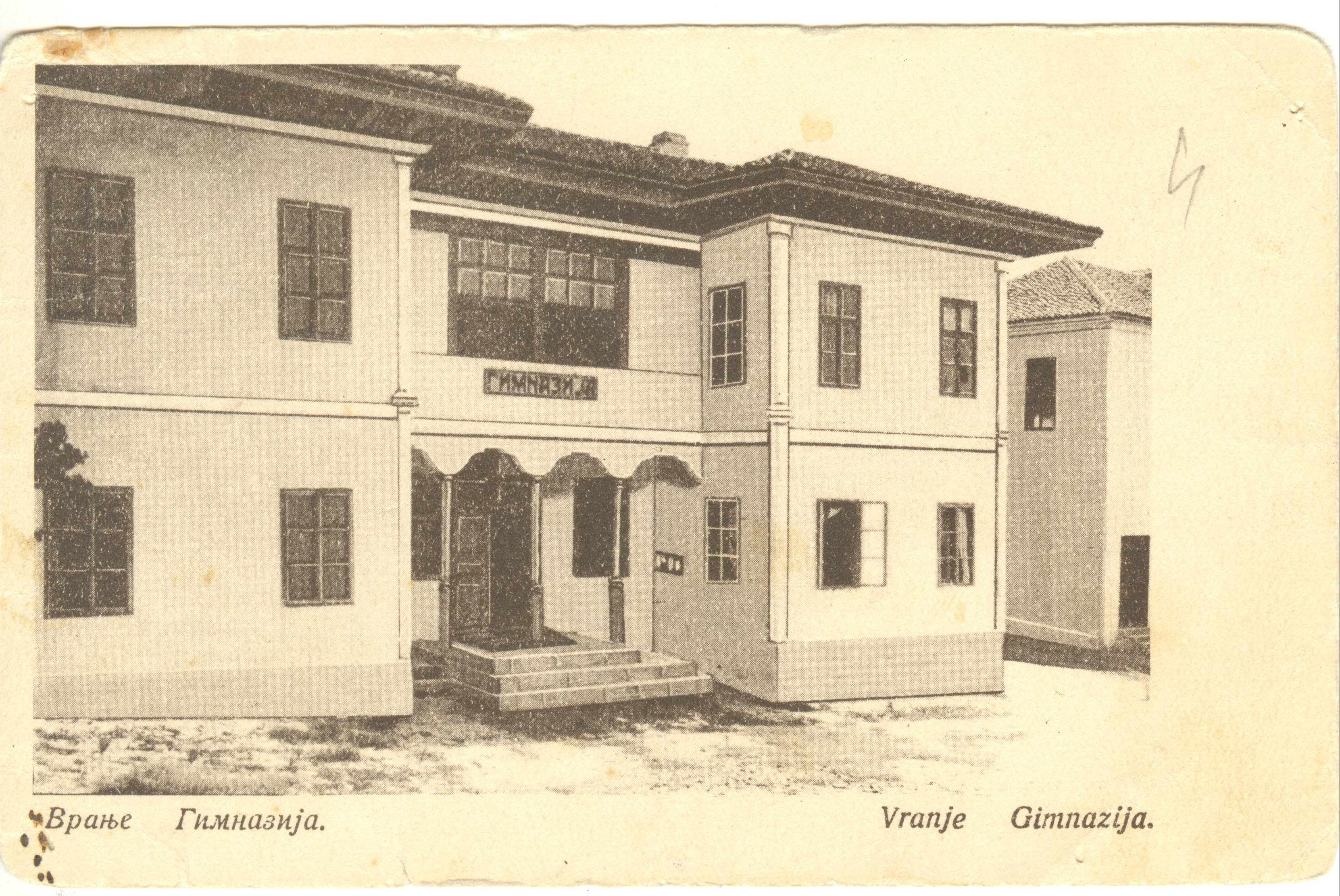
Budova Pašova konaku, kde archiv dříve sídlil.

Historický archiv 31. leden Vranje (srbsky Историјски архив 31. јануар Врање) je kulturní instituce všeobecného významu, která se věnuje ochraně, uspořádání a archivování na území Pčinjského okruhu v Srbsku. Působí v areálu místního kulturního centra.

## Historie
Archiv byl ustanoven na zasedání Srezové rady (srbsky Sresko veće) a Rady výrobců dne 31. března 1962. Svoji činnost zahájil k 1. listopadu téhož roku. Archiv shromažďuje celou řadu materiálů v této jižní části země. Působnost měl nejprve kromě Vranje i pro města Vladičin Han, Vranjska Banja, Bujanovac, Bosilegrad, Preševo, Surdulica a další. Sídlil v budově bývalého gymnázia (Pašův konak), a to od roku 1963 až do roku 1971.
Do roku 1971 působil pod názvem Městský státní archiv (srbsky Gradski državni arhiv) a od té doby měl víceméně současný název; datum 31. ledna bylo doplněno roku 1979. V roce 1986 byl pro vranjský historický archiv vybudován depozitář. V roce 2003 získal ocenění Zlatý archiv za přínos zachování srbského dědictví. 

## Archiválie
Historický archiv ve Vranje disponuje 280 fondy písemností, které jsou původem od místních samospráv, soudů a dalších organizací, jako např. i z kláštera Prohor Pčinjski. Nejstarší dokument je z roku 1858. Většina fondů je však z druhé poloviny 20. století.
V rámci archivu působí rovněž i knihovna, jejíž fond čítá celou řadu knih. Nejstarší z nich je z roku 1879.